# Joseph Santley
Joseph Santley, nato Joseph Mansfield (Salt Lake City, 10 gennaio 1890 – Los Angeles, 8 agosto 1971), è stato un regista, produttore televisivo e sceneggiatore statunitense.

## Filmografia parziale

### Regista

#### Cinema
- Le noci di cocco (The Cocoanuts) (1929)
- Raising the Roof (1929)
- Il trapezio della morte (Swing High) (1930)
- Ladies Not Allowed (1932)
- Una stella s'innamora (Young and Beautiful) (1934)
- Il sentiero della melodia (Harmony Lane) (1935)
- La ragazza de porto (Waterfront Lady) (1935)
- The Harvester (1936)
- Frenesia di danze (Dancing Feet) (1936)
- Un povero milionario (There Goes the Groom) (1936)
- L'incontentabile (Walking on Air) (1936)
- Quartieri di lusso (Smartest Girl in Town) (1936)
- Meet the Missus (1937)
- Un povero miliardario (There Goes the Groom) (1937)
- Una ragazza fortunata (She's Got Everything) (1937)
- Always in Trouble (1938)
- Prime armi (The Spirit of Culver) (1939)
- Eldorado (Melody Ranch) (1940)
- Rookies on Parade (1941)
- Chatterbox (1943)
- Brazil (1944)
- Three Little Sisters (1944)
- Hitchhike to Happiness (1945)

#### Televisione
- Four Star Revue (1951-1953; 14 episodi)
- The Patti Page Show (1955)
- The Colgate Comedy Hour (1954-1955; 2 ep.)

### Sceneggiatura
- Booklovers (1929)
- Il trapezio della morte (Swing High), regia di Joseph Santley - soggetto (1930)
- Oh! Oh! Cleopatra (1931)
- La casa della 56ª strada (The House on 56th Street), regia di Robert Florey - soggetto (1933)
- Una stella s'innamora (Young and Beautiful), regia di Joseph Santley - sceneggiatura (1934)
- Il sentiero della melodia (Harmony Lane), regia di Joseph Santley - sceneggiatura (1935)
- The Life of the Party, regia di William A. Seiter (1937)